# Joseph Meister
Pour les articles homonymes, voir Meister.
Joseph Meister, né le 21 février 1876 à Paris et mort le 24 juin 1940 dans la même ville, est un Alsacien qui, à l'âge de neuf ans, après avoir été mordu 14 fois par un chien, fut vacciné contre la rage par le Professeur Grancher. 
Ce fut le premier cas de vaccination antirabique d'un sujet humain que Pasteur publia. Joseph Meister ne développa jamais la rage et Pasteur estima que c'était le vaccin qui l'avait sauvé.

## Biographie
Joseph Meister naît à Paris de parents alsaciens. Son père Antoine Meister, boulanger natif du Sundgau, et sa mère Marie-Angélique Sonnefraud, une passementière originaire du Val-de-Villé (Albé), s'étaient installés dans la capitale six ans auparavant, peu avant le début de la guerre franco-allemande de 1870. Ils s'y étaient connus, s'y étaient mariés et résidaient au no 22, rue Pajol dans le 18e arrondissement. Les Meister avaient déjà trois filles lorsque le jeune Joseph vint au monde au no 42, rue de Torcy, situé également dans le 18e arrondissement. Un an après la naissance de Joseph, la famille repart en Alsace, où Antoine Meister s'installe comme boulanger-pâtissier dans le village d'origine de son épouse, à Steige, devenu allemand après la guerre de 1870. La naissance de deux autres garçons viendra agrandir la famille.

### Vaccination

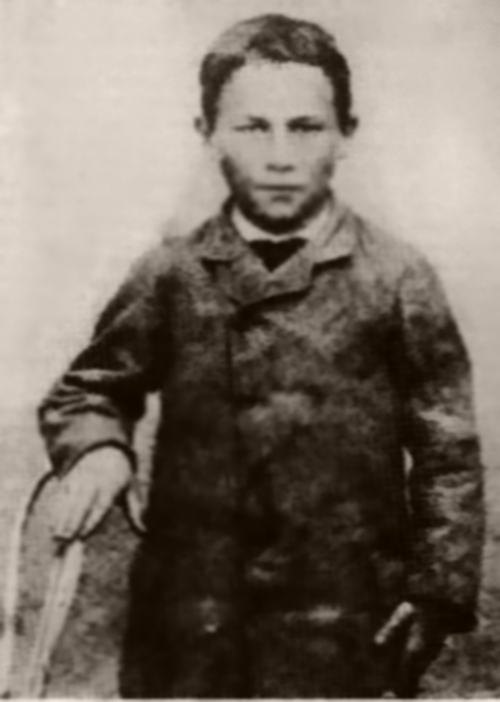
Joseph Meister vers 1885.

C'est le 4 juillet 1885 que Joseph Meister, alors âgé de neuf ans, est mordu sur le chemin de l'école par le chien de Théodore Vonné, l'épicier de Maisonsgoutte, un village voisin. L'animal attaqua également son maître. Considéré comme enragé, il fut abattu par des gendarmes. L'enfant fut amené à Villé chez le docteur Weber, qui nettoya puis cautérisa ses nombreuses plaies à l'acide phénique, et conseilla à sa mère Angélique de l'emmener à Paris. Les médecins qui examinent Joseph le 6 juillet 1885 à Paris, Alfred Vulpian et Jacques-Joseph Grancher, estiment que l'enfant va contracter la rage (ce qui équivaut à une mort quasi-certaine). 
Le docteur Grancher procède à la vaccination de Joseph. Pasteur accepte d'expérimenter son vaccin sur Meister et lui administre un traitement qui dure 10 jours (du 6 au 16 juillet) avec chaque jour une injection plus forte. Le garçon ne développa pas la maladie. Son traitement fut le premier cas de vaccination antirabique d'un sujet humain que Pasteur publia – il avait déjà essayé vainement le vaccin dans un cas de rage déclarée, celui de la fillette Poughon.
Estimant que le vaccin avait sauvé Meister, Louis Pasteur et son équipe réalisent dans l'année qui suit plus de 350 inoculations, qui ne sont pas toutes efficaces. La renommée de la vaccination de Meister permet de lancer une souscription et la création de l'Institut Pasteur.
Un vaccin est généralement préventif et non curatif (contrairement à un sérum), mais la lenteur de dissémination dans l'organisme du virus de la rage lui laisse cependant ici le temps d'agir après infection.

### Gardien de l'Institut Pasteur
Reparti en Alsace, Joseph Meister fait à 20 ans son service militaire dans l'armée allemande. Quand il revient à la vie civile, son frère a pris sa place au sein de la boulangerie familiale et il ne peut donc pas travailler avec son père. Il est embauché par un boulanger de Villé, dont il épouse bientôt la fille, Elisa Klein, le 24 novembre 1903. En 1908, il reçoit le commerce en héritage, mais l'affaire décline. En 1912, à la recherche d'un travail, il sollicite l'Institut Pasteur qui lui procure un emploi dans un de ses laboratoires parisiens. En 1914, la Première Guerre mondiale éclate, et Joseph Meister échappe à l'enrôlement dans l'armée allemande. La paix revenue en 1918, il devient gardien de l'Institut.

### Mort
Le 24 juin 1940, Joseph Meister se donne la mort chez lui,,, à l'aide de son fourneau à gaz,. Le 13 juin, les Allemands approchant Paris, Joseph Meister avait poussé sa femme et ses deux filles à partir, contre leur gré, se mettre à l'abri,. Une dizaine de jours plus tard, alors que la capitulation de la France a été actée par l'armistice, de fausses nouvelles lui font croire que sa femme et ses filles sont mortes par suite de bombardements ennemis,. Profondément affecté par la défaite française et se jugeant responsable de la disparition  de sa famille, il met fin à ses jours. Le soir même, Mme Meister et ses filles rentrent à l'Institut Pasteur, où elles apprennent sa mort. Eugène Wollman note dans son journal : « Si Meister avait résisté 24 h de plus à sa dépression, tout s'arrangeait. »
Depuis au moins 1950 une version mythique de sa mort a largement circulé. En 1940, sous l'Occupation, alors âgé de 64 ans, il aurait refusé aux hommes de la Wehrmacht l'entrée de la crypte dans laquelle reposaient le savant et son épouse. Ne pouvant empêcher les soldats d'entrer, il serait retourné chez lui au no 25, rue du Docteur-Roux, et se serait suicidé avec son revolver de service, qu'il détenait depuis la Première Guerre mondiale. Il est maintenant établi que Joseph Meister s'est suicidé au gaz,. 
De plus, souvent répétée, l’histoire de la confrontation avec des soldats allemands n'est cependant pas étayée. Les sources contemporaines,,, ainsi que le récit familial rapporté par sa petite-fille, Marie-José Demouron, ne font aucune mention d'un incident avec la Wehrmacht. À la date de son suicide, des représentants de l'armée allemande sont d'ailleurs déjà venus plusieurs fois à l'Institut Pasteur, l'Institut étant, en particulier, devenu le centre de référence médical en matière de maladies vénériennes pour les troupes d'occupation.

## Scepticisme sur la vaccination de Meister
La valeur de preuve de la célèbre vaccination de Meister laisse sceptiques certains spécialistes. 
Le chien qui l'avait mordu était considéré comme enragé parce que « celui-ci à l'autopsie, avait foin, paille et fragments de bois dans l'estomac », mais aussi en raison des « nombreuses morsures » infligées à Joseph Meister, « couvert de bave », et au propriétaire du chien, Théodore Vonné. Aucune inoculation de substance prélevée sur le chien ne fut faite. Dans une communication à l'Académie de médecine, le 11 janvier 1887, Peter, principal adversaire de Pasteur et grand clinicien, rappela que le diagnostic de rage par la présence de corps étrangers dans l'estomac était caduc. Victor Babeș, disciple de Pasteur, confirmait en 1912 que « l'autopsie est, en effet, insuffisante à établir le diagnostic de rage. En particulier, la présence de corps étrangers dans l'estomac est à peu près sans valeur ». 
Le diagnostic de rage chez le chien qui avait mordu Meister est également considéré comme incertain dans un traité sur la rage de 1991. Dans un livre de 2001, l'auteur note que Pasteur décida le traitement sans qu'il fût certain que le chien était enragé. En 2012, dans un article de Frontiers in Immunology, le chien est qualifié de « supposedly rabid » (« supposément enragé »). Dans un livre de 2008, le professeur Hervé Bazin dit : « L'animal était enragé, du moins avait-il été déclaré tel par l'homme de l'Art. En fait, une simple autopsie n'a jamais permis de préciser, avec certitude, un diagnostic de rage. » En 2013, le même auteur atténue son scepticisme, sans apporter de preuves nouvelles toutefois : « […] lorsque survint un garçon de neuf ans, Joseph Meister, attaqué par un chien très probablement enragé vu les circonstances du drame. »